# 余家班
余家班，台灣高雄縣（今高雄市）著名政治家族余家的俗稱，其創始人為余登發。在高雄地區屬於「黑派」（鳳山）。主要對手派系有「白派」（岡山）、「紅派」（旗山），白紅兩派皆為謝東閔在高雄縣縣長任內所扶植。
至2008年止，余家班成員在歷年選舉中，先後當選過6次高雄縣縣長、1次鄉長、8次臺灣省議員、11次立法委員及2次國民大會代表，在台灣眾多政治世家中，可謂無出其右。
2008年立委選舉，余家班的余政憲獲得民主進步黨提名在高雄縣第二選舉區（茄萣鄉、湖內鄉、路竹鄉、永安鄉、彌陀鄉、梓官鄉、岡山鎮、橋頭鄉）參選立法委員，最終以近2萬票之差距慘敗給前行政院秘書長林益世，令政壇頗為訝異。2012年7月，余政憲在民進黨中執委選舉中首度以零票落選。

## 發展歷史

### 余登發興起
余登發在日治時期考取司法書士，於橋頭（今高雄市橋頭區）開業擔任土地代書，累積地方聲望；憑此當選楠梓庄協議會員。戰後先被推舉為橋頭里里長，推動橋頭設鄉成功後當選鄉長；1947年12月，出馬競選中華民國第一屆國大代表，當選為高雄縣國大；1949、1950連續當選高雄水利會主委:130-131。

### 黑派與余家班的創立
1951年，高雄縣舉行首次縣長選舉，有洪榮華、陳新安、吳崇雄及余登發四人參選。依當時選制規定，第一輪投票時未有任一人得票過半，需由最高票的陳新安、洪榮華做第二輪選舉；在選舉過程中雙方的支持人馬逐步形成以洪榮華為首的「紅派」和以陳為首的「白派」。紅白兩派互相對立鬥爭過程中，余登發乘勢崛起。1960年，第四屆縣長選舉，余登發擊敗紅派戴良慶當選，成為台灣地方自治史上，第一位黨外縣長。其就職後種種相異於過往的施政風格引發國民黨的不滿，余登發於是支持一些黨外人士黨選縣議員以減輕來自議會的壓力，於是形成「黑派」:127-129。
1963年4月，余登發的兒媳余陳月瑛當選台灣省議員，並拿為高雄縣第一高票:129。9月28日，余登發當第四任高雄縣長任期中。然而「八卦寮地目變更案」與「黃金松丁壩工程案」遭到起訴，當時的台灣省政府主席黃下令將其免職。其中八卦寮地目變更案為已數度被不受理駁回或不起訴的舊案、而黃金松丁壩工程案亦在法院審理後無罪，因此此舉被視為政治迫害:107。黑派反因此支持者及聲勢都更加穩固:129。

### 二代參政
余登發的家族第二代有多人在其號令下投入政治，包括長子余瑞言、長媳余陳月瑛、次女黃余綉鸞、次女婿黃友仁皆多次參與選戰。形成名副其實的「政治家族」:111-122。
余瑞言（1926—1987）為余家二代參政者中，唯一未贏得任何選戰而獲取公職者。1964年首度參選高雄縣縣長，負於戴良慶。1975年增額立委選舉，因選區遼闊，未能當選:111, 116。
余陳月瑛（1926－2014）1949年與余瑞言結婚，1963年初次參選省議員即獲第一高票當選，之後連任三屆，在任18年半；1981年參選高雄縣縣長，獲得209,109票，以極些微的3,617差距負於蔡明耀。1983年立委選舉，余陳月瑛與江鵬堅、張俊雄、方素敏、鄭余鎮、許榮淑成為黨外陣營少數當選的六人之一。1985年縣長選舉中她又再次對決蔡明耀，並以三萬多票差距擊敗蔡，成為台灣第一位女性縣長。1989年再度連任。期間，1986年民主進步黨成立，長期在南台灣參與黨外陣營的余陳月瑛也加入，並成為民進黨黨史上首位縣長:111-151。
黃余綉鸞在1964年投入第六屆高雄縣議員選舉，當時是余登發遭免職及限制參選後心中不平，因此推出余瑞言、黃余綉鸞兄妹分別參選縣長、縣議員，訴求選民還其公道。該屆兩人皆落選，但黃余綉鸞在1968、1973年二、三度參選時皆獲當選。1978年，她透過黑派內部推舉競選增額立委，但因中美斷交使選舉中止；1980年，在發生過美麗島事件、黨外民主運動蓬勃發展下，黃余綉鸞再度參選立委並當選:121-131。
黃友仁為黃余綉鸞丈夫，原為臺灣電力公司工程師。1972年第7屆高雄縣縣長選舉，余登發原擬再戰，但因國民黨訂出滿60歲不得參選的「余登發條款」，黃友仁臨時披掛上陣，雖然落選仍獲11萬餘票的佳績。次年，余登發「凌堯舜公地放領案」入獄，造就受難英雄形象；1977年黃友仁再度挑戰縣長選舉時，以2,666票差距勝選。1979年，橋頭事件爆發，黃友仁擔心民眾遊行會成為國民黨發動政治迫害藉口反對遊行，與支持遊行的余陳月瑛意見相左。加上其從政風格較難親近，與黑派傳統精神難以相容，未獲支持連任:124-132。

## 余家班成員
第一代：
- 余登發：曾任橋頭鄉鄉長，第一屆國民大會代表，第4任高雄縣縣長（1960年—1963年）。

第二代：
- 余陳月瑛：余登發之子余瑞言之妻，曾任第3-6屆臺灣省議員、第1屆第1次增額立法委員、第9任高雄縣縣長。
- 黃余綉鸞：余登發女兒，曾任一次增額立法委員。
- 黃友仁：余登發女婿，黃余綉鸞之夫，曾任高雄縣縣長。

第三代：
- 余玲雅：余瑞言與余陳月瑛之女，為家中長女，曾任3屆台灣省議員、2屆立法委員。
- 余政憲：余瑞言與余陳月瑛之子，余玲雅的弟弟及余政道的哥哥，曾任2次立法委員、高雄縣縣長、內政部部長。
- 鄭貴蓮：余政憲之妻，曾任1屆國民大會代表、1屆立法委員。
- 余政道：余玲雅及余政憲之弟，曾任1屆臺灣省議員、4屆立法委員。

## 家系圖
|        |        |        |        |        |        |  |  |        |        |        |        |        |        |  |  | 余登發   |          |          |          |          |          |  |  |          |          |          |          |          |          |  |  |        |        |        |        |        |        |
|        |        |        |        |        |        |  |  |        |        |        |        |        |        |  |  |          |          |          |          |          |          |  |  |          |          |          |          |          |          |  |  |        |        |        |        |        |        |
|        |        |        |        |        |        |  |  |        |        |        |        |        |        |  |  |          |          |          |          |          |          |  |  |          |          |          |          |          |          |  |  |        |        |        |        |        |        |
|        |        |        |        |        |        |  |  | 余瑞言 | 余瑞言 | 余瑞言 | 余瑞言 | 余瑞言 | 余瑞言 |  |  | 余陳月瑛 | 余陳月瑛 | 余陳月瑛 | 余陳月瑛 | 余陳月瑛 | 余陳月瑛 |  |  | 黃余綉鸞 | 黃余綉鸞 | 黃余綉鸞 | 黃余綉鸞 | 黃余綉鸞 | 黃余綉鸞 |  |  | 黃友仁 | 黃友仁 | 黃友仁 | 黃友仁 | 黃友仁 | 黃友仁 |
|        |        |        |        |        |        |  |  | 余瑞言 | 余瑞言 | 余瑞言 | 余瑞言 | 余瑞言 | 余瑞言 |  |  | 余陳月瑛 | 余陳月瑛 | 余陳月瑛 | 余陳月瑛 | 余陳月瑛 | 余陳月瑛 |  |  | 黃余綉鸞 | 黃余綉鸞 | 黃余綉鸞 | 黃余綉鸞 | 黃余綉鸞 | 黃余綉鸞 |  |  | 黃友仁 | 黃友仁 | 黃友仁 | 黃友仁 | 黃友仁 | 黃友仁 |
|        |        |        |        |        |        |  |  |        |        |        |        |        |        |  |  |          |          |          |          |          |          |  |  |          |          |          |          |          |          |  |  |        |        |        |        |        |        |
|        |        |        |        |        |        |  |  |        |        |        |        |        |        |  |  |          |          |          |          |          |          |  |  |          |          |          |          |          |          |  |  |        |        |        |        |        |        |
| 余玲雅 | 余玲雅 | 余玲雅 | 余玲雅 | 余玲雅 | 余玲雅 |  |  | 余政憲 | 余政憲 | 余政憲 | 余政憲 | 余政憲 | 余政憲 |  |  | 鄭貴蓮   | 鄭貴蓮   | 鄭貴蓮   | 鄭貴蓮   | 鄭貴蓮   | 鄭貴蓮   |  |  | 余政道   | 余政道   | 余政道   | 余政道   | 余政道   | 余政道   |  |  |        |        |        |        |        |        |
| 余玲雅 | 余玲雅 | 余玲雅 | 余玲雅 | 余玲雅 | 余玲雅 |  |  | 余政憲 | 余政憲 | 余政憲 | 余政憲 | 余政憲 | 余政憲 |  |  | 鄭貴蓮   | 鄭貴蓮   | 鄭貴蓮   | 鄭貴蓮   | 鄭貴蓮   | 鄭貴蓮   |  |  | 余政道   | 余政道   | 余政道   | 余政道   | 余政道   | 余政道   |  |  |        |        |        |        |        |        |